# Liste der Kulturdenkmale in Leonberg
In der Liste der Kulturdenkmale in Leonberg sind unbewegliche Bau- und Kunstdenkmale aller Stadtteile von Leonberg aufgeführt. Grundlage für diese Liste ist die vom Regierungspräsidium Stuttgart herausgegebene Liste der Bau- und Kunstdenkmale.
Diese Liste ist nicht rechtsverbindlich. Eine rechtsverbindliche Auskunft ist lediglich auf Anfrage bei der Unteren Denkmalschutzbehörde der Stadt Leonberg erhältlich.

## Bau- und Kulturdenkmale der Stadt Leonberg

### Leonberg (Kernstadt)
Bau-, Kunst- und Kulturdenkmale in der Kernstadt Leonberg (mit der Leonberger Altstadt und den Stadtteilen Eltingen, Gartenstadt, Ramtel und Silberberg, die Höfe Brunnenhof, Eichenhof und Wäldleshof und die Wohnplätze Glemseck, Hinter Ehrenberg, Mahdental, Rappenhof und Schumisberg):
| Bild           | Bezeichnung                                      | Lage                                  | Datierung          | Beschreibung | ID |
| -------------- | ------------------------------------------------ | ------------------------------------- | ------------------ | --- | -- |
| Weitere Bilder | Evangelische Stadtkirche St. Johannes der Täufer | Bei der Stadtkirche 3 (Karte)         | um 1290-1300, 1574 | Evangelische Stadtpfarrkirche St. Johann Baptist (§ 28), dreischiffige Basilika um 1290-1300, kreuzrippengewölbter Chor von 1332, hochgotische Sakristei, Marienkapelle mit spätgotischem Netzgewölbe und Wappenschlußstein, kreuzrippengewölbte Vorhalle, seitlicher Glockenturm in den unteren Geschossen um 1300, Glockengeschoss mit achtseitigem Tambour und Haube 1574 von Christoph Spindler. In und an der Kirche Epitaphien. Geschützt nach § 28 DSchG |    |
| Weitere Bilder | Engelbergturm                                    | Engelberg, Stuttgarter Straße (Karte) |                    | Engelbergturm Leonberg |    |
| Weitere Bilder | Kleiner Engelbergturm                            | Engelberg (Karte)                     |                    | Kleiner Engelbergturm, auch alter Engelbergturm. |    |
|                | Gasthof Schwarzer Adler                          | Graf-Ulrich-Straße 5                  |                    | Gasthof Schwarzer Adler. 1350 zum ersten Mal als „Steinhaus“ erwähnt. |    |
|                | Versöhnungskirche                                | Königsberger Straße 11 (Karte)        | 1963–65            | Versöhnungskirche, 1963–65 vom Stuttgarter Architekten Heinz Rall. Sonstiges Denkmal. | BW |
| Weitere Bilder | Schloss Leonberg                                 | Schloßstraße, Schlosshof (Karte)      |                    | Schloss Leonberg, Pomeranzengarten, zahlreiche Kleindenkmale (Sachgesamtheit). |    |
|                | Ehemalige Lateinschule                           |                                       |                    | Ehemalige Lateinschule in Leonberg, heute als Heimatmuseum genutzt. Johannes Kepler besuchte die Schule in den Jahren 1577-1583. |    |

### Gebersheim
Bau-, Kunst- und Kulturdenkmale in Gebersheim (mit dem Dorf Gebersheim):
| Bild           | Bezeichnung         | Lage                          | Datierung | Beschreibung                     | ID                       |
| -------------- | ------------------- | ----------------------------- | --------- | -------------------------------- | ------------------------ |
| Weitere Bilder | Auferstehungskirche | Alte Dorfstraße 44 (Karte)    |           | Evangelische Auferstehungskirche | Wikidata-Objekt anzeigen |
|                | Friedenskirche      | Johannes-Binder-Weg 1 (Karte) |           | Friedenskirche                   | BW                       |
|                | Fachwerkhaus        |                               |           | Fachwerkhaus                     |                          |

### Höfingen
Bau-, Kunst- und Kulturdenkmale in Höfingen (mit dem Dorf Höfingen und den Wohnplätzen Felsensägmühle, Glaunhalde, Scheffelmühle und Tilghäuslesmühle):
| Bild           | Bezeichnung      | Lage                      | Datierung | Beschreibung                       | ID |
| -------------- | ---------------- | ------------------------- | --------- | ---------------------------------- | -- |
| Weitere Bilder | Schloss Höfingen | Am Schlossberg 17 (Karte) |           | Schloss Höfingen                   |    |
| Weitere Bilder | St. Laurentius   | Kirchstraße 2 (Karte)     |           | Evangelische Kirche St. Laurentius |    |
|                | St. Michael      | Ulmenstraße 7 (Karte)     |           | St. Michael                        |    |
|                | Altes Rathaus    |                           |           | Altes Rathaus                      |    |
|                | Fachwerkhaus     |                           |           | Fachwerkhaus                       |    |
|                | Grafenhof        |                           |           | Grafenhof                          |    |
|                | Galgbrunnen      |                           |           | Galgbrunnen                        |    |

### Warmbronn
Bau-, Kunst- und Kulturdenkmale in Warmbronn (mit dem Dorf Warmbronn):
| Bild           | Bezeichnung             | Lage                            | Datierung | Beschreibung | ID |
| -------------- | ----------------------- | ------------------------------- | --------- | --- | -- |
| Weitere Bilder | St. Johannes der Täufer | Hauptstraße, Planstraße (Karte) |           | Evangelische Kirche St. Johannes der Täufer Warmbronn, erbaut 1784 von Wilhelm Friedrich Goez |    |
|                | Fachwerkhaus            | Planstraße 1 (Karte)            |           | Fachwerkhaus, Bücherei. Dieses Fachwerkhaus verfügt über restauriertes, teilweise erneuertes Fachwerk. Der Vorgängerbau war ein einstöckiges Wohnhaus, das im Jahr 1797 durch Hans Jerg Haugstetter abgetragen und durch das bis heute bestehende, zweistöckige Einhaus ersetzt wurde. Ein Einhaus ist ein Wohnhaus mit einer Scheune unter einem gemeinsamen Dach. Ab 1877 lässt sich ein Gastbetrieb belegen, der bis 1942 als Gasthaus Krone fortgeführt wurde. 1979 erwarb die Stadt Leonberg dieses Haus und sanierte es. Das Wohnhaus blieb erhalten und in die ehemalige Scheune zog 1981 die Bücherei ein, wie es bei den Eingemeindungsverhandlungen von 1975 vereinbart wurde. |    |